# Samsung Galaxy J1 Mini
Samsung Galaxy J1 Mini -  смартфон на базе Android, разработанный Samsung Electronics и выпущенный в феврале 2016 года.

## Технические характеристики

### Аппаратная часть
В J1 Nxt установлен Spreadtrum SC9830 SoC, состоящий из четырехъядерного ARM Cortex-A7 с частотой 1,2 ГГц CPU и Mali-400MP2 GPU. Он имеет 768 МБ  оперативной памяти и 8 ГБ внутренней памяти. Можно вставить microSD-карту для увеличения объема памяти до 128 Гб. Разрешение задней камеры составляет 5 МП и оснащена светодиодной вспышкой. Разрешение видео составляет 720p при 30 кадр/с..

### Программное обеспечение
J1 Mini поставляется с Android 5.1.1 "Lollipop" и пользовательским интерфейсом Samsung TouchWiz.
Также для данной модели существуют стабильные неофициальные сборки на основе Lineage 13 (Android 6.0.1) и Lineage 14.1 (Android 7.1.2) ,что обязательно требует установки пользовательской среды восстановления.
.